# نظال الدلهومي
نظال الدلهومي (مواليد 29 مايو 1996) هو لاعب كرة قدم تونسي .

## روابط خارجية
- نظال الدلهومي على موقع قاعدة بيانات كرة القدم.إي يو (الإنجليزية)
- نظال الدلهومي على موقع Soccerway.com (الإنجليزية)
- نظال الدلهومي على موقع عالم كرة القدم.نت (الإنجليزية)